# Liste der Baudenkmale in Carlow (Mecklenburg)
In der Liste der Baudenkmale in Carlow sind alle denkmalgeschützten Bauten der mecklenburgischen Gemeinde Carlow und ihrer Ortsteile aufgelistet. Grundlage ist die Veröffentlichung der Denkmalliste des Kreises Nordwestmecklenburg mit dem Stand vom 16. September 2020. 

## Baudenkmale nach Ortsteilen

### Carlow
| ID  | Lage                                         | Bezeichnung              | Beschreibung | Bild   |
| --- | -------------------------------------------- | ------------------------ | ------------ | ------ |
| 153 | Bergstraße 3 (Karte)                         | Bauernhaus               |              |        |
| 154 | Schulstraße (Karte)                          | Kirche                   |              | Kirche |
| 155 | Klocksdorfer Straße 7                        | Tagelöhnerkate           |              |        |
| 156 | Rehnaer Straße / Ecke Schmiedestraße (Karte) | Gedenkstein 1960         |              |        |
| 157 | Rehnaer Straße/Ecke Schmiedeberg (Karte)     | Kriegerdenkmal 1914/1918 |              |        |
| 158 | Rehnaer Straße 2 (Karte)                     | Büdnerei                 |              |        |
| 159 | Rehnaer Straße                               | Kriegerdenkmal 1870/71   |              |        |
| 160 | Schulstraße 4 (Karte)                        | Pfarrpächterhaus         |              |        |

### Klein Molzahn
| ID   | Lage                 | Bezeichnung | Beschreibung | Bild |
| ---- | -------------------- | ----------- | ------------ | ---- |
| 1632 | Dorfstraße 4         | Hallenhaus  |              |      |
| 766  | Dorfstraße 6 (Karte) | Bauernhaus  |              |      |

### Klocksdorf
| ID  | Lage                | Bezeichnung           | Beschreibung | Bild |
| --- | ------------------- | --------------------- | ------------ | ---- |
| 790 | Am Brinck 1 (Karte) | Bauernhaus            |              |      |
| 791 | Am Brinck 4 (Karte) | Bauernhaus            |              |      |
| 792 | Am Brinck           | ehem. Kannenwaschhaus |              |      |

### Kuhlrade
| ID  | Lage                 | Bezeichnung                                    | Beschreibung | Bild |
| --- | -------------------- | ---------------------------------------------- | ------------ | ---- |
| 859 | Dorfstraße 10        | Bauernhof (ehem. Hof Kahns)                    |              |      |
| 860 | Dorfstraße 3 (Karte) | Büdnerei m. Stallgebäude (Hof Kottke)          |              |      |
| 861 | Dorfstraße 6, 7      | Bauernhaus u. Scheune (Hof Nedderhut-Heeschen) |              |      |

### Neschow
| ID  | Lage                     | Bezeichnung             | Beschreibung                              | Bild |
| --- | ------------------------ | ----------------------- | ----------------------------------------- | ---- |
| 953 | Hinterstraße 2/3 (Karte) | Schmiede                |                                           |      |
| 954 | Hinterstraße 4 (Karte)   | Büdnerei IV             |                                           |      |
| 956 | Hauptstraße 5 (Karte)    | Bauernhaus              |                                           |      |
| 958 | Hinterstraße 1 (Karte)   | Bauernhof               |                                           |      |
| 959 | Hinterstraße (Karte)     | "Schäferhütte" Backhaus | „Schäferhütte“ Backhaus, in der Dorfmitte |      |

### Pogez
| ID   | Lage         | Bezeichnung | Beschreibung | Bild |
| ---- | ------------ | ----------- | ------------ | ---- |
| 1064 | Dorfstraße 3 | Bauernhaus  |              |      |

### Stove
| ID   | Lage           | Bezeichnung | Beschreibung | Bild        |
| ---- | -------------- | ----------- | ------------ | ----------- |
| 1393 | Hauptstraße 8b | Wassermühle |              | Wassermühle |

## Ehemalige Denkmale

### Neschow
| ID  | Lage          | Bezeichnung | Beschreibung | Bild |
| --- | ------------- | ----------- | ------------ | ---- |
| 957 | Hauptstraße 2 | Scheune     |              |      |

### Pogez
| ID   | Lage       | Bezeichnung   | Beschreibung | Bild |
| ---- | ---------- | ------------- | ------------ | ---- |
| 1065 | Dorfstraße | Transformator |              |      |

## Quelle
Denkmalliste des Landkreises Nordwestmecklenburg (Stand: 9. November 2023; PDF, 1,2 MByte)